# Fidatevi
| Recensione       | Giudizio |
| ---------------- | -------- |
| Impatto Sonoro   | Positivo |
| OndaRock         |          |
| Rockit           | Positivo |
| Rockol           |          |
| Rolling Stone    |          |
| La scimmia pensa | Positivo |

Fidatevi è il sesto album in studio del gruppo musicale italiano Ministri, pubblicato il 9 marzo 2018.

## Tracce
1. Tra le vite degli altri – 3:38
2. Fidatevi – 3:03
3. Spettri – 4:05
4. Crateri – 3:25
5. Tienimi che ci perdiamo – 3:44
6. Mentre fa giorno – 3:43
7. Memoria breve – 3:53
8. Usami – 3:43
9. Un dio da scegliere – 4:34
10. Due desideri su tre – 3:21
11. Nella battaglia – 3:42
12. Dimmi che cosa – 3:53

## Formazione
- Davide "Divi" Autelitano – voce, basso
- Federico Dragogna – chitarra, pianoforte, sintetizzatore, celesta, organo hammond, cori
- Michele Esposito – batteria, percussioni

Altri musicisti
- Mauro Pagani – violino (traccia 2), synth (traccia 3)
- Alessandro Stefana – chitarra aggiuntiva (traccia 4)
- Taketo Gohara – tamburello, produzione
- Stefano Nanni – arrangiamento d'archi
- Quartetto Torino – archi (tracce 2, 5, 9, 11)

## Classifiche

### Classifiche settimanali
| Classifica (2018) | Posizione massima |
| ----------------- | ----------------- |
| Italia            | 3                 |